# Alankıyı, Bayındır
Alankıyı là một xã thuộc huyện Bayındır, tỉnh İzmir, Thổ Nhĩ Kỳ. Dân số thời điểm năm 2010 là 182 người.